# Life (manga)
Life (ライフ Raifu?) es un manga shōjo, creado por la mangaka Keiko Suenobu, y publicado en la revista Bessatsu Friend, por la editorial Kōdansha. 
En el año 2007, salió al aire una versión en imagen real por la cadena Fuji TV. Las protagonistas fueron Kie Kitano y Saki Fukuda. La canción principal "Life" (mismo nombre que el drama), fue interpretada por la cantante Mika Nakashima.

## Reparto
- Kie Kitano es Ayumu Shiiba
- Saki Fukuda es Manami Anzai
- Megumi Seki es Miki Hatori
- Yoshihiko Hosoda es Katsumi Sako
- Takahiro Hojo es Yuuki Sonoda
- Miki Sakai es Masako Hiraoka
- Asaka Seto es Wakae Toda
- Miki Maya es Fumiko Shiiba (madre de Ayumu)
- Nanase Hoshii es Nodoka Hirose
- Akane Osawa es Yuko Shinozuka
- Masanobu Katsumura es Toshikatsu Sako
- Tomoya Nakamura es Akira Kano
- Haruka Suenaga es Midori Iwamoto
- Suzu Natsume es Rie Uda
- Shizuka Nakamura es Misa Shinkawa
- Takehiko Ono es Daijiro Anzai
- Kenichi Yajima
- Kazuma Yamane

## Diferencias entre el manga y la adaptación en imagen real
- En el manga, Ayumu se corta las venas. Sin embargo en la adaptación, Ayumu se corta el cabello como castigo por haber "empujado a su amiga al suicidio", en referencia a Yuko.
- En la adaptación, Ayumu tiene un hermano menor llamado Makoto. En el manga ella tiene una hermana menor llamada Akane. En el manga, se desconoce el nombre de la madre de Ayumu, en cambio en la adaptación su nombre es Fumiko.
- Miki en la adaptación es una chica tranquila. En cuanto al manga, ella sí fuma, bebe y hasta hace bromas.

- Datos: Q1354965